# Hans Geiger
Johannes (Hans) Wilhelm Geiger (Neustadt an der Weinstraße, Imperi Alemany, 30 de setembre de 1882 - Potsdam, 24 de setembre de 1945), fou un físic alemany. Conjuntament amb Walter Müller va desenvolupar el comptador Geiger.

## Biografia
En 1902, Geiger va començar a estudiar física i matemàtiques a la Universitat d'Erlangen on es va doctorar el 1906. El 1907 va començar a treballar al costat d'Ernest Rutherford a la Universitat de Manchester. El 1912 va ser nomenat cap de l'Institut d'investigació físic-tècnica a Berlín. Allà hi va desenvolupar, conjuntament amb un dels seus estudiants graduats, el comptador Geiger. Va ser també membre del Club de l'Urani de l'Alemanya nazi, un grup de científics alemanys que, durant la Segona Guerra Mundial, van treballar sense èxit en la creació de la bomba atòmica alemanya. La seva lleialtat al Partit Nazi va fer que traís diversos col·legues jueus; alguns dels quals l'havien ajudat en les seves investigacions abans que es fes membre del partit nazi. Va morir a Potsdam uns mesos després que finalitzés la guerra.